# Errick McCollum
Pour les articles homonymes, voir McCollum.
Errick Lane McCollum, né le 22 janvier 1988 à Canton dans l'Ohio, est un joueur américain de basket-ball.
Il est le frère aîné de C.J. McCollum, joueur des Pelicans de La Nouvelle-Orléans en NBA.

## Carrière
En septembre 2020, McCollum s'engage pour une saison avec le BC Khimki Moscou.
En août 2021, il rejoint pour une saison le Lokomotiv Kouban-Krasnodar, club russe qui évolue en VTB United League et en EuroCoupe.
En décembre 2024, McCollum est sélectionné dans l'équipe-type de la saison régulière de la Ligue des champions 2024-2025.

## Palmarès
- Vainqueur de l'Euroligue 2024-2025 avec le Fenerbahçe
- Vainqueur de la Coupe de Turquie 2025